# Hipparchia lemovica
Hipparchia lemovica är en fjärilsart som beskrevs av Varin 1953. Hipparchia lemovica ingår i släktet Hipparchia och familjen praktfjärilar. Inga underarter finns listade i Catalogue of Life.